# Pushmo
Pushmo, também conhecido como Pullblox na Europa e Austrália, e como Hikuosu no Japão, é um jogo de quebra-cabeça disponível para download, desenvolvido pela Intelligent Systems e publicado pela Nintendo para seu sistema portátil Nintendo 3DS, podendo ser adquirido na Nintendo eShop. No jogo, os jogadores precisam mover blocos para criar caminhos, sejam eles degraus ou plataformas, e resgatar personagens presos nas estruturas que funcionam como quebra-cabeça. Uma sequência chamada Crashmo (conhecido como Fallblox na Europa e Austrália, e como Hikuotsu no Japão), foi lançada para o Nintendo 3DS em 2012. Posteriormente, um terceiro jogo, Pushmo World (conhecido na Europa e Austrália como Pullblox World, e como Hikuosu World no Japão), foi lançado para Wii U em 19 de junho de 2014, seguido de Stretchmo (conhecido como Fullblox na Europa e Austrália, e como Hikudasu Hippaland no Japão), lançado para também para o Nintendo 3DS em maio de 2015.
Os jogos da série para Nintendo 3DS e Wii U não podem mais ser adquiridos, uma vez que a Nintendo eShop encerrou suas atividades para esses sistemas.

## Enredo e contexto
Pushmo se passa no Parque Pushmo, onde os Pushmos são criados por Papa Blox, o criador e zelador do Parque. O parque também possui um estúdio onde os Pushmos podem ser criados. A história do jogo começa quando Mallo chega ao parque acompanhado de algumas crianças. Logo, Papa Blox descobre que as crianças foram aprisionadas por outra criança, resultando em um acidente que o deixa machucado. Mallo se dispõe a ajudar Papa Blox a resgatar as crianças pelo parque, enfrentando desafios cada vez mais complexos. Ao anoitecer, após o resgate bem-sucedido das crianças, o responsável pelo aprisionamento aparece para confrontar Mallo. No entanto, incapaz de derrotá-lo, o intruso se revela como Corin, um novato na cidade em busca de diversão. Em um gesto de reconciliação, Corin parte junto com Mallo e as crianças, encerrando a aventura.

## Jogabilidade

### Fundamentos
No jogo, um Pushmo é uma estrutura escalável de formato variado composta de blocos que podem deslizar horizontalmente para frente e para trás. O jogador assume o controle de Mallo, uma criatura redonda vermelha que lembra um lutador de sumô, enquanto explora o Pushmo Park, um parque cheio de Pushmo. Para resgatar as crianças, Mallo deve mover os blocos deslizantes do Pushmo para criar um caminho até elas.
Mallo tem a habilidade de empurrar e puxar os blocos por até três passos à frente, desde que ele esteja posicionado na frente ou ao lado do bloco, desde que Mallo tenha uma plataforma para pisar enquanto se move. Caso Mallo fique preso, o jogador pode reiniciar o nível ou usar a função de retroceder, que desfaz os últimos movimentos do nível, de forma semelhante a jogos como Braid e Catrap. Além disso, os níveis difíceis podem ser ignorados e revisitados mais tarde, se desejado. Os níveis posteriores adicionam bueiros que permitem que Mallo viaje por dentro do Pushmo para alcançar outras partes da estrutura.

### Crie e compartilhe
Além dos mais de 250 níveis incluídos no jogo, Pushmo também inclui o modo Pushmo Studio, onde os jogadores podem criar e compartilhar seus próprios níveis personalizados. Para compartilhar níveis personalizados, Pushmo gera um código QR que pode ser lido pelas câmeras integradas do 3DS.

## Recepção
O jogo foi muito elogiado pela crítica especializada, conforme registrado no site agregador de críticas Metacritic. Lucas M. Thomas, da IGN, descreveu o jogo como "um quebra-cabeça portátil incrivelmente original, absolutamente cativante e muitas vezes engenhoso", "o aplicativo definitivo do 3DS eShop" e "o melhor jogo para download que a Nintendo já ofereceu em qualquer formato". Jeremy Parish da 1Up.com afirmou que Pushmo era "uma das ofertas mais extraordinárias do 3DS até o momento". Patrick Barnett, do Nintendo World Report, elogiou o jogo como "um quebra-cabeças inteligente que certamente irá entreter qualquer pessoa que o experimentar". 

## Legado

### Sequências
Como citado anteriormente, o jogo originou outros três jogos que possuem o mesmo objetivo de Pushmo. A primeira sequência, chamada de Crashmo (conhecido como Fallblox na Europa e Austrália, e como Hikuotsu no Japão) foi anunciada em 4 de outubro de 2012 pela Nintendo na América do Norte e na Europa. Foi lançado no Japão em 31 de outubro de 2012, e posteriormente nas eShop norte-americana no dia 22 de novembro de 2012 e europeia e australiana no dia 15 de novembro de 2012. Controlando Mallo, nessa aventura, os jogadores resgatam pássaros em vez de crianças, enquanto Mallo poderá enfrentar dezenas de novos níveis puxando os blocos em qualquer direção, fazendo com que alguns caiam. Dois anos depois, Pushmo World (conhecido como Pullblox World na Europa e Austrália e como Hikuosu World no Japão) foi lançado para Wii U simultaneamente nessas regiões no dia 19 de junho, 2014. No ano seguinte, o quarto jogo da série, Stretchmo, foi lançado para 3DS no Japão em 12 de maio de 2015, e na Europa, Austrália e América do Norte em 14 de maio de 2015.

### Representação em outras mídias

#### Série Super Smash Bros.
No jogo Super Smash Bros. para 3DS e Wii U, o personagem principal, Mallo, aparece como um troféu colecionável. Em Super Smash Bros. Ultimate, além de Mallo reaparecer como um Espírito a música "Welcome Center" de Stretchmo também está presente.

#### Super Mario Maker
Mallo aparece como uma skin de Mario após superar o "100 Mario Challenge" na dificuldade Super Expert.

#### WarioWare Gold
Um dos “microjogos” vem diretamente de Pushmo, onde o jogador controla Mallo e deve chegar ao mastro da bandeira (final da fase) em três níveis de dificuldade.